# 히구치 도모유키 (성우)
히구치 토모유키(일본어: 樋口智透, 1984년 11월 13일 ~ )는 일본의 남자 성우다. 사이타마 출신에다가 켄 프로덕션 소속이다. 주로 불량한 캐릭터의 배역을 맡는 일이 많다.